# Bathypathes patula
Bathypathes patula is een Antipathariasoort uit de familie van de Schizopathidae. De wetenschappelijke naam van de soort is voor het eerst geldig gepubliceerd in 1889 door Brook.